# آلبرتو لسادا
آلبرتو لسادا (اسپانیایی: Alberto Losada‎؛ زادهٔ ۲۸ فوریهٔ ۱۹۸۲) دوچرخه‌سوار اهل اسپانیا است.
از باشگاه‌هایی که در آن رکاب زده‌است می‌توان به تیم کاتیوشا–آلپتسین و تیم موویستار اشاره کرد.